# Hartfolie
Hartfolien, oder auch Dickfolien genannt, sind Verpackungsfolien, aus denen standfeste bzw. Hartschalen (Hartschalenpackungen) gemacht werden. Es können hierfür Monofolien oder auch hochwertige Verbundfolien zum Einsatz kommen. Verbundfolien bieten einige Vorteile wie etwa einfache Versiegelung bzw. Verschweißung mit der Oberfolie.
Der Aufbau einer Hartfolie bzw. Verbundfolie besteht aus einer Trägerfolie, welche extrudiert oder kalandriert wird und aus einer Siegelfolie oder auch Siegelschicht genannt. Die Trägerfolie ist die Folienschicht, welche Stabilität und Standfestigkeit der Hartbox ausmacht. Die Verbundfolie kann mit einer zusätzlichen Barriereschicht ausgestattet werden, wenn die Trägerfolie nicht schon genügend Eigenbarriere aufweisen sollte. Die zusätzliche Barriereschicht kann dann in die Siegelfolie eingebracht werden. Üblicherweise wird dafür Ethylenvinylalkohol (EVOH) – eingebettet in Polyethylen (PE) – verwendet. 
Die Verpackungsfolien werden thermogeformt. Hartfolien, insbesondere Hartfolien-Sichtverpackungen (Blister), haben in den letzten Jahren stark an Bedeutung gewonnen. Ausschlaggebend war vor allem die im Vergleich zur Weichfolie bessere Positionierung von aufgeschnittener Ware im SB-Regal.

## Typische Hartfolienverbunde
- A-Polyethylenterephthalat/Polyethylen
- A-Polyethylenterephthalat/Polyethylen-Ethylenvinylalkohol-Polyethylen
- Polystyrol/Polyethylen
- Polypropylen/Polyethylen
- Polypropylen-Polyethylen-Ethylenvinylalkohol-Polyethylen
- Polyvinylchlorid/Polyethylen
- Polyvinylchlorid/Polyethylen-Ethylenvinylalkohol-Polyethylen